# Цанега (Ла Специја)
Цанега је насеље у Италији у округу Ла Специја, региону Лигурија.
Према процени из 2011. у насељу је живело 25 становника. Насеље се налази на надморској висини од 559 м.